# Dekanat Milicz
Dekanat Milicz – jeden z 33 dekanatów w rzymskokatolickiej archidiecezji wrocławskiej. 
W skład dekanatu wchodzi 7 parafii:
- parafia św. Maksymiliana Marii Kolbego → Krośnice
- parafia św. Michała Archanioła → Milicz
- parafia św. Anny → Milicz
- parafia św. Andrzeja Boboli → Milicz
- parafia Najświętszego Serca Pana Jezusa → Pakosławsko
- parafia Świętych Apostołów Piotra i Pawła → Sułów
- parafia Narodzenia Najświętszej Maryi Panny → Wierzchowice